# Josef Hickersberger

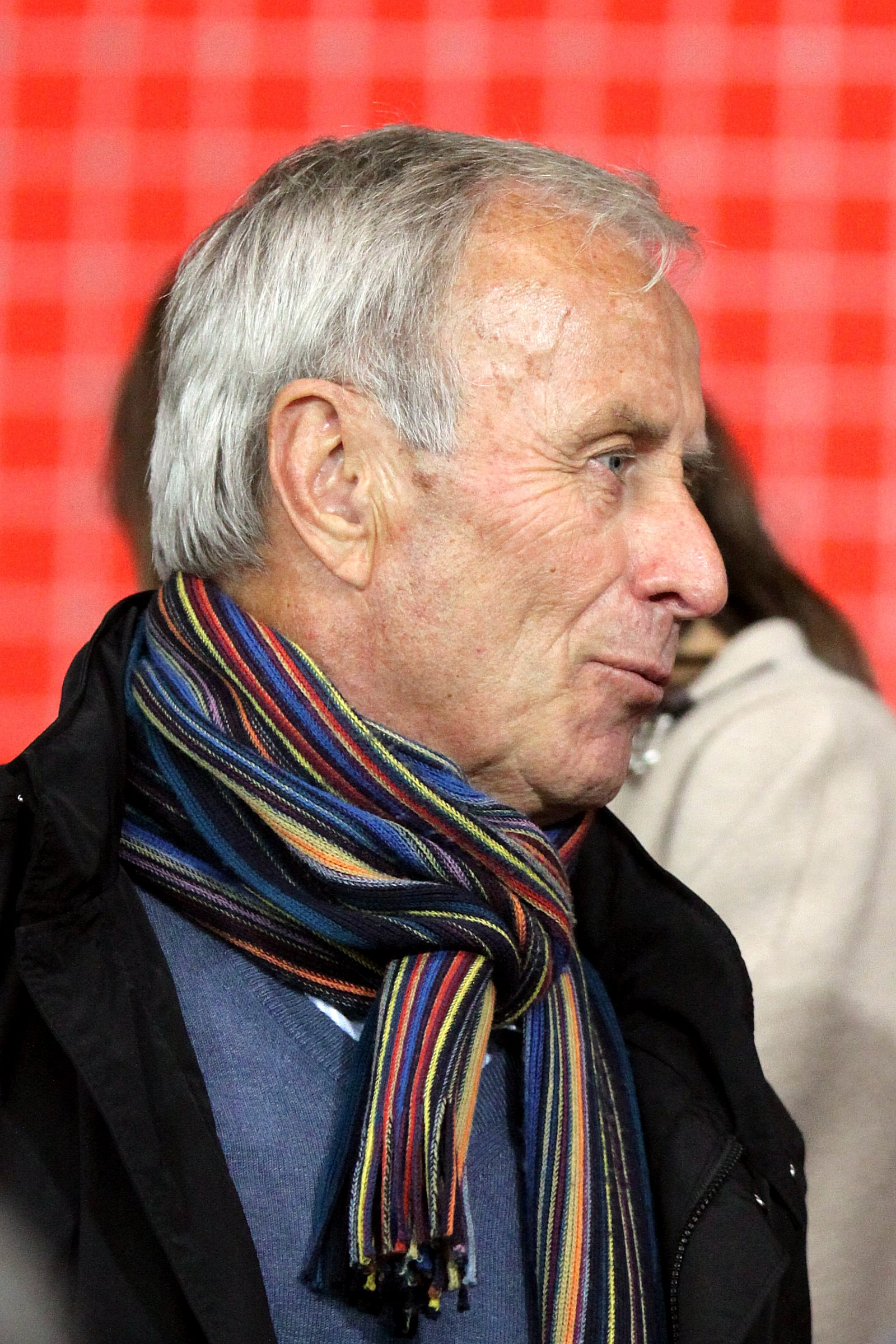
Josef Hickersberger (2015)

Josef Hickersberger (Amstetten, Austria, 27 de abril de 1948) es un exjugador y entrenador de fútbol profesional.
Fue el seleccionador nacional de la selección de fútbol de Austria, que participó en la Eurocopa 2008 como país coorganizador, clasificado automáticamente, por lo que no pasó por la fase de clasificación. Actualmente es entrenador de Al-Wahda de la liga de Emiratos Árabes Unidos.
- Datos: Q84323
- Multimedia: Josef Hickersberger / Q84323